# Oedatsjny
Oedatsjny (Russisch: Удачный; "fortuinlijk", "gelukkig") is een stad in de Russische autonome republiek Jakoetië. De stad ligt aan de rivier de Marcha op 1.370 kilometer ten noordwesten van Jakoetsk en 550 kilometer ten noordwesten van Mirny.
Oedatsjny werd gesticht in 1955 als een posjolok bij de openstelling van de kimberlietpijp Oedatsjnaja, die diamant bevatte. In 1968 kreeg het de status van nederzetting met stedelijk karakter en in 1987 de status van stad. De diamantwinning vormt nog steeds de belangrijkste inkomstenbron van de stad.
De stad bestaat uit drie districten; Nadjozjny, Novy gorod en Poljarny.

## Kernexplosie
Om een stuwmeer voor afvalwater van de diamantmijn aan te leggen, was een reeks van acht kernexplosies gepland. Op 2 oktober 1974 werd er 7 km ten noordwesten van de plaats, op 98 meter diepte de ondergrondse kernexplosie Kristal uitgevoerd met een kracht van 1,7 kiloton. Omdat er veel meer radioactiviteit bleek te zijn vrijgekomen dan verwacht, stopte men na de eerste. Het boorgat waarin de explosie plaatsvond werd pas 18 jaar later definitief opgevuld met een betonnen plug van naar schatting 7 tot 20 meter dik.
Deze kernexplosie was een van de weinige die een puur civiel doel had.

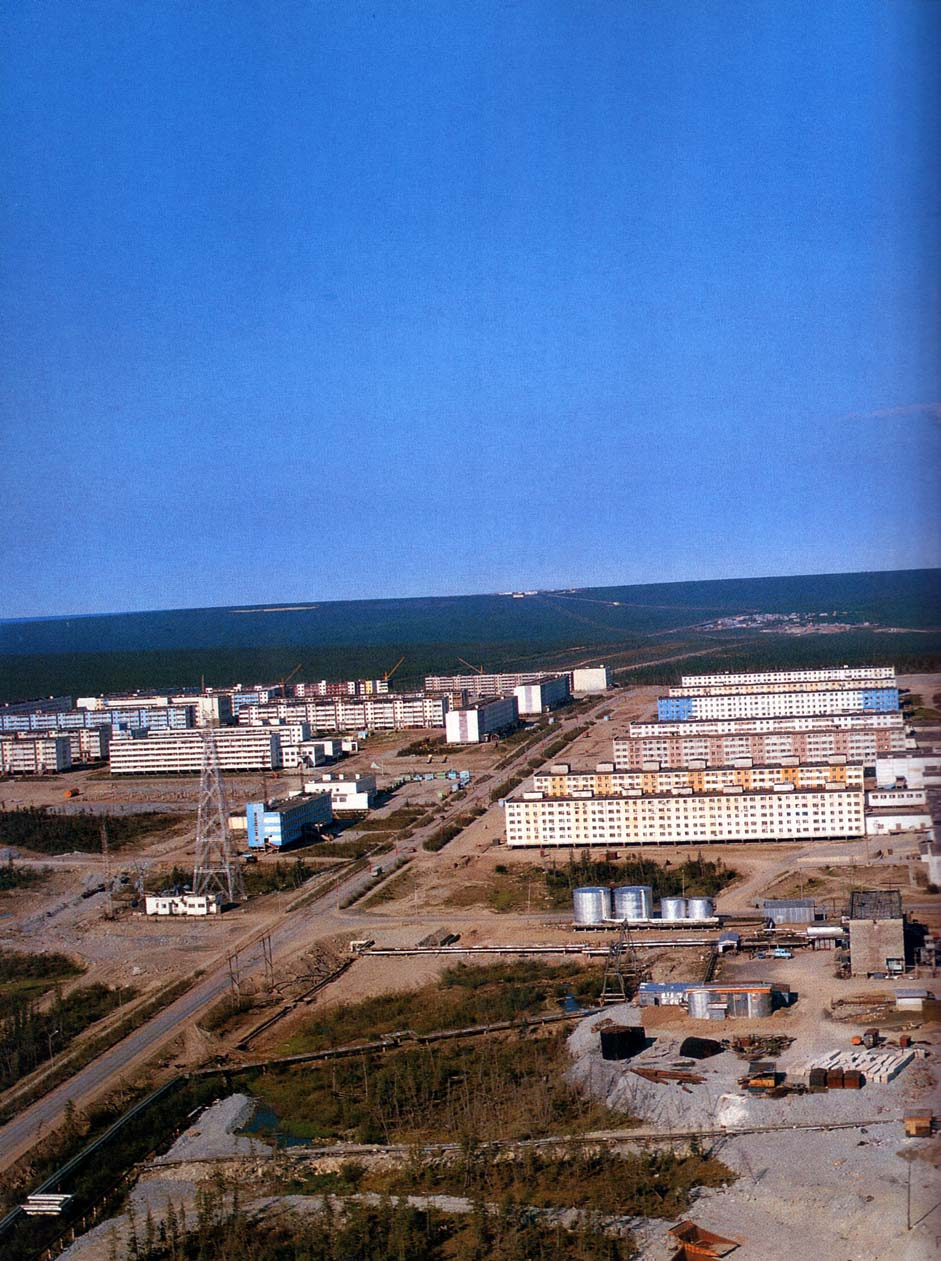
Gezicht op Oedatsjny

Oeloesen: Abyjski · Aldanski · Allaichovski · Amginski · Anabarski · Boeloenski · Verchneviljoejski · Verchnekolymski · Verchojanski · Viljoejski · Gorny · Zjiganski · Kobjajski · Lenski · Megino-Kangalasski · Mirninski · Momski · Namski · Nerjoengrinski · Nizjnekolymski · Njoerbinski · Ojmjakonski · Olenjokski · Oljokminski · Srednekolymski · Soentarski · Tattinski · Tomponski · Oest-Aldanski · Oest-Majski · Oest-Janski · Changalasski · Tsjoeraptsjinski · Eveno-Bytantajski

Bestuurlijk centrum: Jakoetsk

Grote steden: Aldan · Lensk · Mirny · Nerjoengri · Njoerba · Oedatsjny · Oljokminsk · Pokrovsk · Srednekolymsk · Tommot · Verchojansk · Viljoejsk